# Chiesa di Sant'Andrea Apostolo (Gorlago)
La chiesa di Sant'Andrea chiamata anche chiesa di Sant'Apostolo in Castro è un luogo di culto cattolico di Gorlago risalente al XII secolo. La chiesa è dedicata anche a sant'Anna.

## Storia
Non vi è una datazione che definisca l'anno di costruzione della chiesa di Sant'Andrea ma fu costruita con il castello Lanzi intorno al XII secolo.Nell'elenco delle chiese bergamasche ralle quali era imposto il censo da parte della chiesa romana, redatto nel 1260, risulta inserita la chiesa di Sant'Andrea Apostolo inserita nella pieve di Telgate. Indicato il presbitero nel sinodo diocesano del 1304 voluto dal vescovo Giovanni da Scanzo quale rappresentante della chiesa.

Del 1336 è l'atto di alienazione delle proprietà Lanzi, che passarono alla famiglia dei conti “Guarneriis” (Guarnieri) che presero anche il giuspatronato dell'oratorio di Sant'Andrea arricchendosi di tutti i legati alla celebrazione delle messe quotidiane.
La chiesa è indicata nella visita pastorale del 14 ottobre 1575 di san Carlo Borromeo arcivescovo di Milano, e descritta come posta in prossimità della chiesa di San Pancrazio. Dalla relazione della visita risulta che Borromeo aveva ordinato la copertura con terra e pavimento delle tombe della famiglia Guarnieri e che, entro tre mesi, i tre altari laterali fossero ammodernati. Nuovamente indicata nella visita di Gregorio Barbarigo che cita la presenza della confraternita dei disciplini bianchi.
Nuovamente indicata nel Sommario delle chiese di Bergamo redatto dal cancelliere della curia Giovanni Giacomo Marenzi nel 1666 sempre affiliata alla chiesa parrocchiale di Santo Pancrazio con la chiesa campestre di Santo Stefano.
La famiglia Guarnieri negli ultimi anni del Settecento, si trasferì e cedette con atto di vendita la chiesa alla famiglia Mazzocchi che la vendettero ulteriormente ai signori Bormolini.  Solo nel 1940 la chiesa divenne sussidiaria della parrocchiale di San Pancrazio per atto di donazione da parte degli eredi dei Bormolini i fratelli Previtali.
Nel 1740 fu costruito l'altare dedicato a sant'Anna che era stata tanto invocata dai locali a causa di un lungo periodo di siccità che aveva bruciato il raccolto, e il giorno di sant'Anna le orazioni furono esaudite con la venuta della pioggia. l'ùùL'altare fu edificato a ringraziamento e a scopo devozionale. 
Nell'Ottocento la chiesa fu oggetto di lavori di restauro con l'ammodernamento degli altari che furono rialzati e maggiormente adornati. In particolare furono modifica gli altari laterali e tamponate due finestre del coro perché pare che la luce infastidisse le funzioni sostituite con una nuova apertura posta sul lato destro dell'abside.
Nella seconda metà del Novecento furono realizzati lavori di ricerca archeologica e nel 1985 furono eseguite opere di mantenimento conservativo coni l successivo restauro degli affreschi medioevali.

## Descrizione

### Esterne
L'esterno dal classico orientamento liturgico con abside a est è anticipato dal sagrato con pavimentazione in ciottolato e delimitato da paracarri con catene. Il fronte principale in pietra presenta centrale il portone con cornice in pietra e un'apertura lunettata con contorno in laterizio molto bassa. Sulla parte superiore due aperture laterali rettangolari e una centrale centinata. La parte termina con una unica falda del tetto ligneo. Il fabbricato si presenta nella parte posteriore a tricora.

### Interno
L'aula, che originariamente era a croce greca, si presenta a tre navate corte divise da colonne del XVI secolo in due campate con volta a crociera. Termina con tre absidi che sono la parte più antica dell'edificio.
Nell'abside centrale che ospita nella parte superiore affreschi del Cinquecento, raffiguranti Dio Padre benedicente con il globo e angioletti alati oranti, e conserva in quella inferiore le pitture a fresco duecentesche raffiguranti i santi Giacomo Maggiore e Filippo con la Madonna posta al centro, e superiore parti di un Cristo in trono e a fianco parte di quello che appare come un animale in corsa. La volta dell'abside ha dipinto tre cornici divisi da cariatidi monocrome con angeli con i simboli della passione: i chiodi, la lancia e la spugna a destra, la croce centrale, e il flagello con la colonna nel riquadro a sinistra. La volta ospita un affresco con frutta. 
L'abside a sinistra ospita gli affreschi del tardo Quattrocento con i santi Sebastiano, san Bartolomeo con il coltello simbolo del suo martirio, e san Rocco a destra. Sopra di loro Dio padre con le stimmate e gli angeli con le palme segno anche questo del martirio. L'abside di destra conserva affreschi del tardo cinquecento, con i santi identificabili dai relativi attributi: san Pietro da Verona, sant'Agata, san Gerolamo e san Biagio a sinistra, mentre la parte a destra molto ammalorata vi è l'affresco della Pietà con la Vergine che regge il Figlio morto e Maria Maddalena al suo fianco. L'aula conserva nella pavimentazione le tombe della famiglia Guarnieri nel nome di Alessio e Paolo.